# حوش (استان بسکره)

این نقشه استان بسکره در کشور الجزایر را نشان می دهد و بخش قرمز رنگ شهر حوش است که در این استان واقع شده است.

حوش (به عربی: الحوش) یک شهرداری در الجزایر است که در استان بسکره واقع شده‌است. حوش ۴٬۳۲۸ نفر جمعیت دارد.